# رونالد مولدر
رونالد مولدر (هلندی: Ronald Mulder؛ زادهٔ ۲۷ فوریهٔ ۱۹۸۶) اسکیت‌باز سرعت اهل هلند است.
وی در مسابقات بین‌المللی در مجموع برندهٔ ۲ مدال طلا و ۱ مدال برنز شده‌است.